# IC 4263
IC 4263 је спирална галаксија у сазвјежђу Ловачки пси која се налази на листи објеката дубоког неба у Индекс каталогу.
Деклинација објекта је + 46° 55' 37" а ректасцензија 13h 28m 33,4s. Привидна величина (магнитуда) објекта IC 4263 износи 14,5 а фотографска магнитуда 15,2. IC 4263 је још познат и под ознакама UGC 8470, MCG 8-25-7, CGCG 246-4, PGC 47270.